# Ladinia

Bandera no oficial de Ladinia.

Ladinia es una región alpina dividida entre las provincias de Belluno, Bolzano y Trento, en Italia.
El área toma el nombre de sus habitantes, los ladinos, pueblo montañés que habla en mayoría la lengua ladina, que forma parte del grupo retorrománico de las lenguas romances. A pesar del alto grado de identificación con la tierra nativa, aún no tienen ningún reconocimiento oficial a nivel de comunidad.

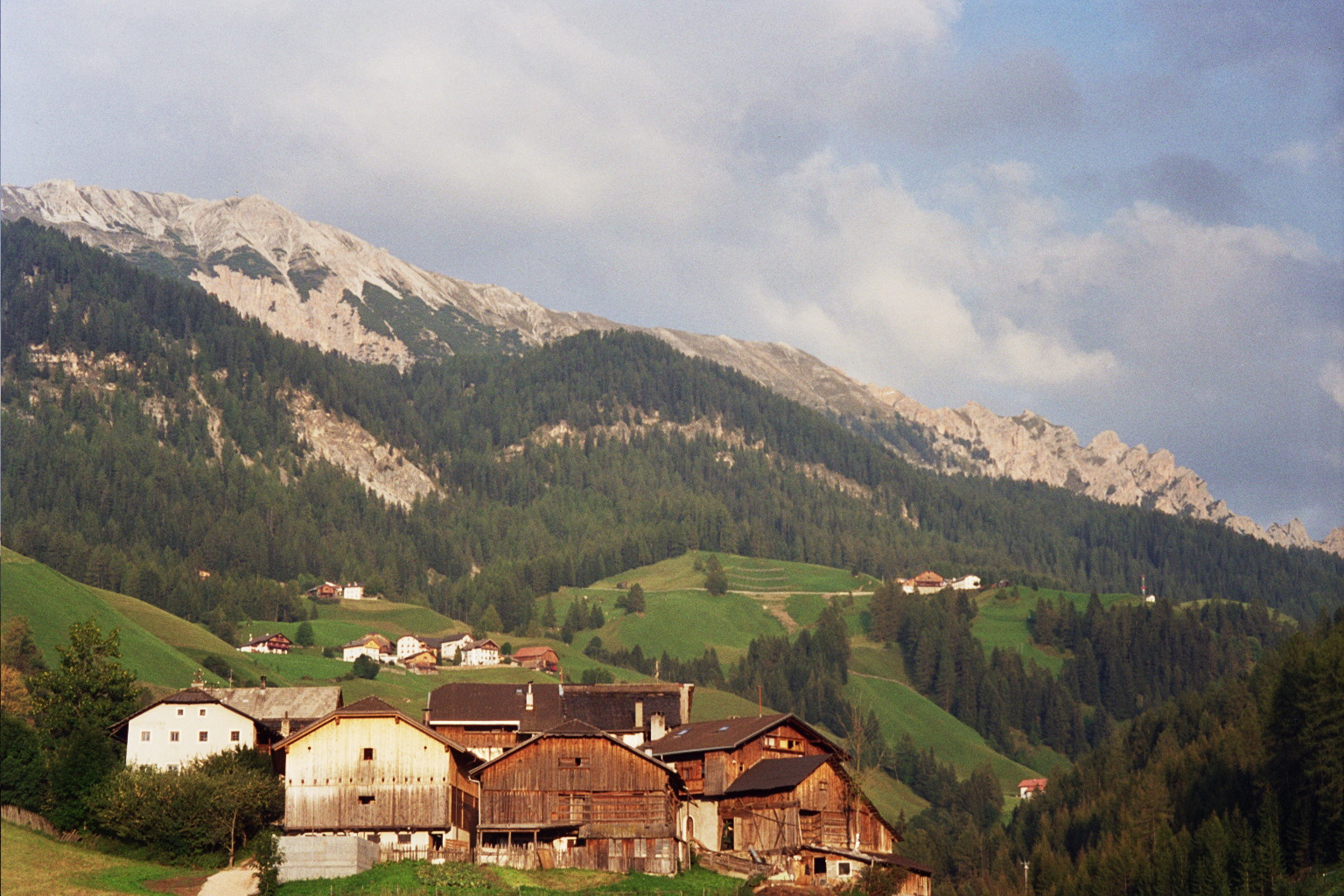
Población ladina de La Val.

## Territorio
El territorio de Ladinia ocupa unos 1.200 km², en la zona de los Alpes Dolomitas, donde han habitado los cinco valles ladinos: Val di Fassa ("Fascia") en el Trentino, Val Gardena ("Gherdëina") y Val Badia ("Gran Ega") en el Tirol del Sur, y Livinnalongo ("Fodom") y Ampezzo ("Anpezo") en el Véneto.
Administrativamente, Ladinia está dividida entre dos regiones italianas, tres provincias y 18 municipios, todos de pequeñas dimensiones.
|                       | Nombre italiano              | Provincia | Valle     | Población | Altitud | Superficie |
| --------------------- | ---------------------------- | --------- | --------- | --------- | ------- | ---------- |
| Badia                 | Badia                        | BZ        | Gran Ega  | 3017      | 1330    | 82         |
| Cianacei              | Canazei                      | TN        | Fascia    | 1819      | 1468    | 42         |
| Ciampedel             | Campitello di Fassa          | TN        | Fascia    | 732       | 1448    | 31         |
| Col                   | Colle Santa Lucia            | BL        | Fodom     | 418       | 1207    | 26         |
| Cortina de Anpezo     | Cortina d'Ampezzo            | BL        | Anpezo    | 6100      | 1211    | 255        |
| Corvara               | Corvara in Badia             | BZ        | Gran Ega  | 1266      | 1568    | 24         |
| Fodom                 | Livinallongo del Col di Lana | BL        | Fodom     | 1417      | 1475    | 23         |
| La Val                | La Valle                     | BZ        | Gran Ega  | 1251      | 1353    | 73         |
| Mareo                 | Marebbe                      | BZ        | Gran Ega  | 2684      | 1193    | 25         |
| Mazin                 | Mazzin di Fassa              | TN        | Fascia    | 440       | 1372    | 19         |
| Moena                 | Moena                        | TN        | Fascia    | 2597      | 1184    | 67         |
| Poza                  | Pozza di Fassa               | TN        | Fascia    | 1785      | 1325    | 39         |
| S. Crestina-Gherdëina | Santa Cristina Valgardena    | BZ        | Gherdëina | 1741      | 1428    | 99         |
| San Martín de Tor     | San Martino in Badia         | BZ        | Gran Ega  | 1690      | 1125    | 161        |
| Sëlva                 | Selva di Val Gardena         | BZ        | Gherdëina | 2524      | 1563    | 15         |
| Sorega                | Soraga                       | TN        | Fascia    | 677       | 1453    | 53         |
| Urtijëi               | Ortisei                      | BZ        | Gherdëina | 4499      | 1236    | 30         |
| Vich                  | Vigo di Fassa                | TN        | Fascia    | 1054      | 1382    | 76         |